# Darkness Descends
Darkness Descends – drugi album studyjny amerykańskiego zespołu thrash metalowego Dark Angel. Wydawnictwo ukazało się 17 listopada 1986 roku nakładem wytwórni muzycznej Combat Records. Album ten jest uznawany za jeden z najbardziej przełomowych w historii gatunku.

## Lista utworów
Opracowano na podstawie materiału źródłowego.
Strona A
1. "Darkness Descends" - 5:49
2. "The Burning of Sodom" - 3:16
3. "Hunger of the Undead" - 4:16
4. "Merciless Death" - 4:04

Strona B
1. "Death Is Certain (Life Is Not)" - 4:15
2. "Black Prophecies" - 8:29
3. "Perish in Flames" - 4:49

## Twórcy
Opracowano na podstawie materiału źródłowego.

- Don Doty - śpiew
- Eric Meyer - gitara, inżynieria dźwięku
- Jim Durkin - gitara
- Rob Yahn - gitara basowa
- Gene Hoglan - perkusja
- Ed Repka - logo zespołu
- Randy Burns - produkcja, inżynieria dźwięku
- Steve Sinclair - produkcja wykonawcza
- Casey McMackin - inżynieria dźwięku
- M. Weinberg - oprawa graficzna
- Ron Contenza - zdjęcia
- Sean Rodgers - okładka, zdjęcia